# Bruce Malmuth
Bruce Malmuth (* 4. Februar 1934 in New York; † 28. Juni 2005 in Los Angeles, Kalifornien) war ein US-amerikanischer Regisseur und Schauspieler.
Malmuth begann seine Karriere als Dokumentarfilmer während er in der United States Army diente. Nach seiner Entlassung übernahm er die Regie von Sportübertragungen der New York Yankees und produzierte Werbespots.
Nachdem er 1975 ein Segment des Episodenfilms Fore Play drehte, gab er 1981 sein Spielfilmdebüt mit dem Sylvester-Stallone-Thriller Nachtfalken. 1986 verfilmte er den Mary-Higgins-Clark-Thriller Where Are the Children?
Als Schauspieler übernahm er vorwiegend kleinere Nebenrollen und trat unter anderem als Ansager in Karate Kid auf.
Malmuth war einmal verheiratet und hatte einen Sohn. Er starb 2005 an Speiseröhrenkrebs.

## Filmographie
- 1975: Fore Play
- 1981: Nachtfalken (Nighthawks)
- 1983: Hochzeit mit Hindernissen (The Man Who Wasn’t There)
- 1990: Hard to Kill
- 1994: Pentathlon